# Осма крајишка ударна бригада
Осма крајишка бригада формирана је у Цазину 28. децембра 1942. године наредбом штаба Првог босанског корпуса НОВЈ. За команданта је постављен Хамдија Омановић, а за политичког комесара Авдо Ћук. За заменика команданта именован је Урош Кукољ, а за заменика политичког комесара Блажо Ђуричић. На место обавештајног официра постављен је Ферид Дедић.
Осма крајишка бригада формирана је развијањем из 3. батаљона Шесте крајишке бригаде, при чему је свака чета послужила као језгро за формирање једног батаљона нове бригаде. Бигада је попуњена људством из ослобођеног Бихаћа и Цазинске крајине. Половином јануара 1943. бригада је достигла бројно стање од 970 бораца, од чега 250 Муслимана.
Од оснивања па до краја рата, Осма крајишка борила се у саставу Четврте крајишке дивизије. Према прикупљеним подацима, током 850 ратних дана у борбама је погинуло преко 1.200 бораца ове бригаде.